# Sleepless (opéra)
Pour les articles homonymes, voir Sleepless.
Sleepless est un opéra de Péter Eötvös sur un livret de Mari Mezei, créé en 2021 à Berlin. L'histoire est adaptée des romans de la Trilogie de Jon Fosse : Insomnie, Les Rêves d'Olav et Au tomber de la nuit.

## Historique
Sleepless est le treizième ouvrage lyrique du compositeur, commandé par le Staatsoper Unter den Linden de Berlin et le Grand Théâtre de Genève. Le livret adapte son récit des romans qui composent la Trilogie de Jon Fosse : Insomnie, Les Rêves d’Olav et Au tomber de la nuit.
Sleepless est créé le 28 novembre 2021 au Staatsoper Unter den Linden sous la direction du compositeur, puis de Maxime Pascal, avec la Staatskapelle de Berlin et mis en scène par Kornél Mundruczó avec des décors de Monika Pormale. La mise en scène présente notamment la sculpture monumentale mobile d'un poisson qui forme les espaces où se déroule le jeu. L'opéra est rejoué ensuite en mars 2022 à Genève au Grand Théâtre, avec l'Orchestre de la Suisse romande.

## Description
Sleepless est un simili ballad opera en deux actes et douze scènes en anglais. L'action est placée au sein d'une temporalité indéfinie dans un port norvégien à Bergen et suit l'histoire de Alida, enceinte hors mariage de Asle, rejetée par la population de la ville. Pour la défendre, celui-ci tue les personnages qui les dérangent mais il se fait arrêter et exécuter par les habitants. La partition prévoit deux sextuors de choristes et la musique s'appuie sur la pratique du cycle des quintes, mettant en avant les tonalités et les intervalles, que le découpage en douze scènes permet de soutenir en jouant avec les tons de la gamme chromatique du même nombre. Le compositeur précise également que son objectif était de propulser la musique comme élément à part entière de la narration.

### Rôles
Les rôles de Sleepless sont les suivants :
| Rôle                                            | Tessiture     | Créateur              |
| ----------------------------------------------- | ------------- | --------------------- |
| Alida                                           | mezzo-soprano | Victoria Randem       |
| Asle                                            | ténor         | Linard Vrielink       |
| L'homme en noir                                 | baryton       | Tómas Tómasson        |
| La mère d'Alida                                 | mezzo-soprano | Katharina Kammerloher |
| La sage-femme                                   | mezzo-soprano | Katharina Kammerloher |
| Le joailler                                     | ténor         | Siyabonga Maqungo     |
| Le passeur                                      | baryton       | Roman Trekel          |
| La vieille dame                                 | mezzo-soprano | Hanna Schwarz         |
| La prostituée                                   | soprano       | Sarah Defrise         |
| L'aubergiste                                    | basse         | Jan Martiník          |
| Asleik                                          | baryton       | Arttu Kataja          |
| Chœurs masculin de pêcheurs et féminin de dames |               |                       |

## Réception et accueil critiques
La musique de Péter Eötvös se veut plus proche de ses premiers ouvrages tels que Angels in America de 2004, s'éloignant ainsi des ouvrages précédents celui-ci, préférant une composition plus simple. L'influence de la musique de Benjamin Britten est perceptible dans la partition, et le compositeur emploie de manière substantielle les cuivres, ainsi qu'un fiddle, un violon traditionnel. Le chœur féminin fait écho aux fins de phrases d'Alida notamment, permettant de produire un effet de prolongement des émotions du personnage.